# Chobin, o Filho das Estrelas
Chobin, o Filho das Estrelas (星の子チョビン, Hoshi no Ko Chobin; lit. Chobin a Criança da Estrela) é uma série japonesa de anime que teve 26 episódios. Foi criado pelo Shotaro Ishinomori e dirigido por Rintaro. Esta série foi produzida pela Studio Zero e transmitida pela TBS entre 5 de Abril até 27 de Setembro de 1974.
Este anime foi transmitido em Portugal no Buéréré da SIC entre 1992/1993 com dobragem portuguesa.

## Enredo
Chobin é uma criatura engraçada, uma espécie de "larva" da sua espécie que quando se torna adulto transforma-se num lindo humanoide com asas transparentes.
Chobin cai sobre a Terra após o seu Planeta ser conquistado por Brunga, uma figura demoníaca com asas de morcego. Chobin é o príncipe da "Estrela do sonho". A sua mãe foi feita refém por Brunga.
Na Terra, Chobin faz vários amigos, o Doutor e a sua neta Ruri e alguns animais da floresta. Chobin fará tudo para destruir Brunga e salvar a sua mãe.

## Música
Os temas de aberturas e encerramentos foram cantados por Miyoko Ai.
- Japão:
  - (Abertura) "Hoshi no Ko Chobin" cantada por Miyoko Ai.
  - (Encerramento) "Hoshi no Shizuku no Komoriuta" cantada por Miyoko Ai.
- Portugal:
  - Abertura "Chobin acredita" cantada por Teresa Sobral.

## Dobragem Portuguesa
- Chobin - Teresa Sobral
- Doutor - Pedro Pinheiro
- Ruri - Ana Madureira
- Kirochon - Carmen Santos
- Akabeh e Kero - Alexandra Sedas
- Rapidan - Ana Madureira
- Ursotan - Jorge Sequerra
- Sagiri - Ana Madureira
- Brunga - Jorge Sequerra
- Direcção: Carmen Santos
- Tradução: Jorge Sequerra
- Orquestração do genérico: João Pedro Pimenta
- Estúdio: Nacional Filmes